# Cuartetos prusianos (Mozart)

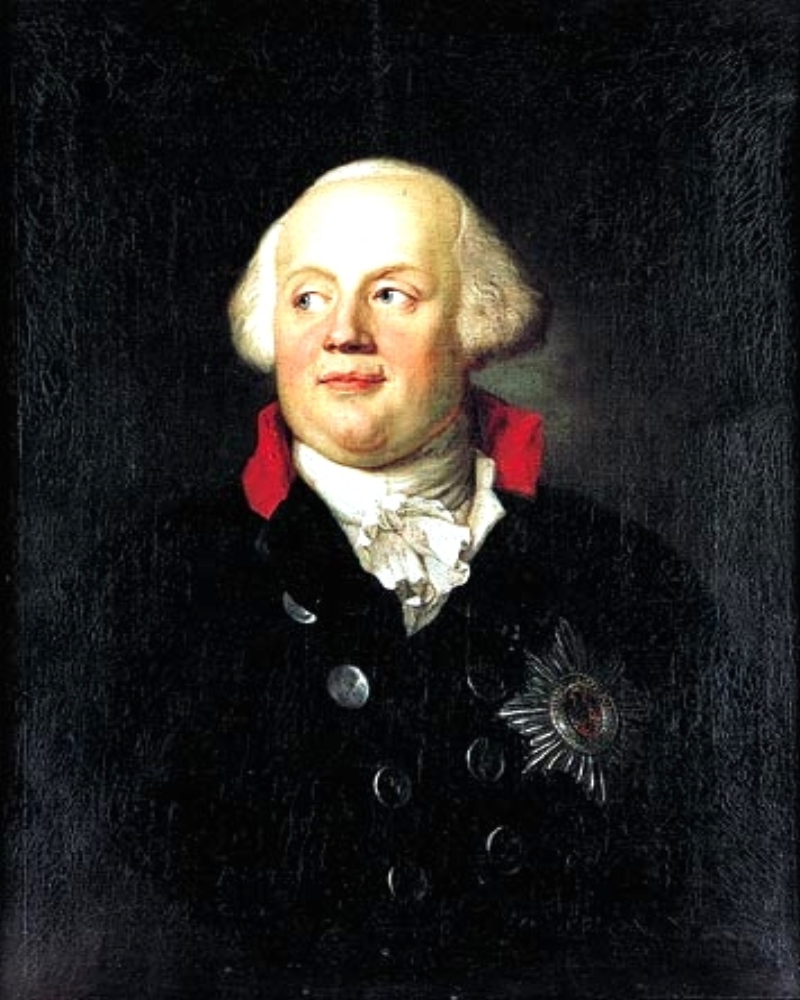
Rey de Prusia Federico Guillermo II

Los Cuartetos prusianos, K. 575, 589 y 590 son una serie de tres cuartetos de cuerda compuestos por Wolfgang Amadeus Mozart, y los tres últimos que escribió en su vida. 
Fueron publicadas por Franz Anton Hoffmeister, al igual que el Cuarteto de cuerda n.º 20, y dedicados al rey de Prusia Federico Guillermo II. Destacan por el carácter cantabile de las partes de violonchelo, el instrumento que tocaba el propio rey, así como por la dulzura de los sonidos y el equilibrio entre los distintos instrumentos.

## Los tres cuartetos
- Cuarteto de cuerda n.º 21 en re mayor, KV 575 (1789).
- Cuarteto de cuerda n.º 22 en si bemol mayor, KV 589 (1790).
- Cuarteto de cuerda n.º 23 en fa mayor, KV 590 (1790).